# Rob Reiner
Rob Reiner (Nueva York, 6 de marzo de 1947) es un actor, director de cine, escritor y activista político estadounidense. Alcanzó la fama gracias a su interpretación del personaje Michael Stivic en la comedia All in the Family. Su actuación en dicho papel fue galardonada con dos Premios Emmy en la década de 1970. Ha sido varias veces nominado a los premios del Sindicato de directores de Estados Unidos y en los Globos de Oro en la categoría de mejor dirección.

## Biografía

### Primeros años
Nació en el seno de una familia judía, el 6 de marzo de 1947, en el condado de Bronx, Nueva York. Hijo del actor y director de cine Carl Reiner y de la actriz Estelle Reiner, durante su niñez vivió en New Rochelle, Nueva York, en el número 48 de la calle Bonnie Meadow. Esta dirección guarda semejanza con la dirección ficticia de la familia Petries de la serie The Dick Van Dyke Show que fue creada por su padre en la década de 1960 y la cual solo cambia por el número que es 148. En su última película, Flipped, la historia se desarrolla en la esquina entre las calles Bonnie Meadow y Renfrew Street.
A la edad de trece años se trasladó junto a su familia a California. Estudió en la secundaria Beverly Hills High School, donde fue compañero de Richard Dreyfuss, Bonnie Franklin y Albert Brooks. Tras su graduación ingresó en la Universidad de California en Los Ángeles y se enroló en la carrera de cine. Tiene dos hermanos, Annie Reiner —poetisa, guionista y escritora— y Lucas Reiner —pintor, actor y director—.

### Carrera
Reiner comenzó su carrera cinematográfica como guionista del programa de comedia The Smothers Brothers Comedy Hour entre los años 1968-69. Tras un receso laboral, fue seleccionado para interpretar el papel de Michael Stivic —yerno liberal del protagonista Archie Bunker— en la serie All in the Family, la cual fue emitida en la década de 1970 y se convirtió en el programa más visto de la televisión estadounidense entre 1971 y 1979. El sobrenombre que adquirió en la serie, «Meathead», se convirtió en una referencia de la cultura popular estadounidense.
Entre sus filmes más renombrados encontramos The Sure Thing (1985), Cuenta conmigo (1986), La princesa prometida (1987), Cuando Harry encontró a Sally (1989), Misery (1990) y A Few Good Men (1992).
En un episodio de la serie South Park titulado Butt Out, que trata sobre la campaña contra el cigarrillo, se le realizó una parodia. Su personaje fue representado como alguien egoísta, con mal temperamento, obeso y siempre con comida en su boca y manos. En el transcurso del episodio, su personaje lucha contra el tabaquismo y, mientras exhibe los daños potenciales que causa el cigarrillo, tiene un mayor deseo de comer, lo que le lleva a un estado de nerviosismo muy cercano a que le dé un infarto.
Estuvo casado con la actriz Penny Marshall de la que se divorció, y actualmente está casado con la también actriz Michele Singer con la que tiene tres hijos.

## Filmografía

### Cine
| Año  | Título                                                                           | Director | Productor | Escritor |
| ---- | -------------------------------------------------------------------------------- | -------- | --------- | -------- |
| 1984 | This Is Spinal Tap                                                               | Si       | No        | Si       |
| 1985 | The Sure Thing                                                                   | Si       | No        | No       |
| 1986 | Stand by Me (Cuenta conmigo [Esp])                                               | Si       | No        | No       |
| 1987 | The Princess Bride (La princesa prometida [Esp])                                 | Si       | Si        | No       |

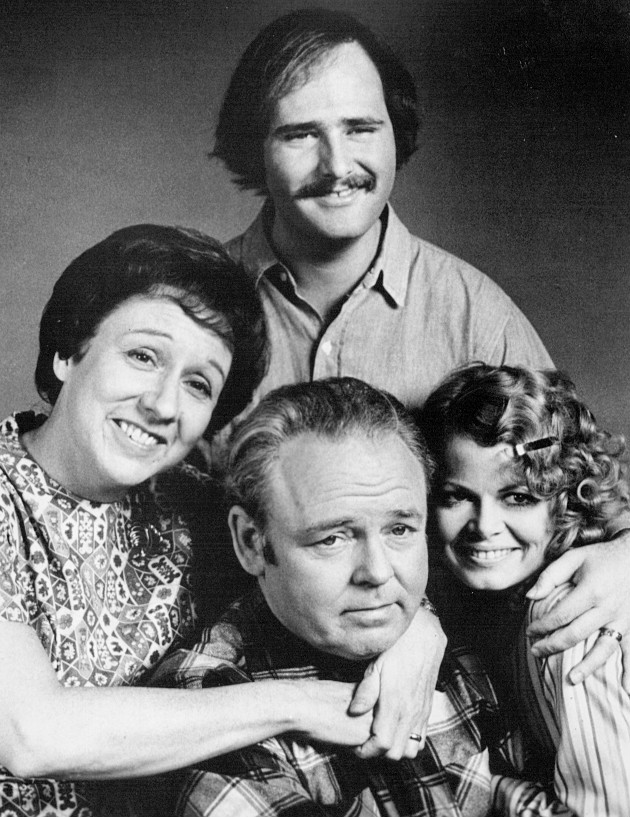
Rob Reiner (de pie) con el elenco de la comedia All in the family.

| 1989 | When Harry Met Sally... (Cuando Harry encontró a Sally [Esp])                    | Si       | Si        | No       |
| 1990 | Misery                                                                           | Si       | Si        | No       |
| 1992 | A Few Good Men (Algunos hombres buenos / Cuestión de honor [Esp])                | Si       | Si        | No       |
| 1994 | North (Un muchacho llamado Norte [Esp])                                          | Si       | Si        | No       |
| 1995 | The American President (El presidente y Miss Wade / Mi querido presidente [Esp]) | Si       | Si        | No       |
| 1996 | Ghosts of Mississippi                                                            | Si       | Si        | No       |
| 1999 | The Story of Us (Historia de lo nuestro / Nuestro amor [Esp])                    | Si       | Si        | No       |
| 2003 | Alex & Emma                                                                      | Si       | Si        | No       |
| 2005 | Rumor Has It... (Dicen por ahí... [Esp])                                         | Si       | No        | No       |
| 2007 | The Bucket List (Ahora o nunca / Antes de partir [Esp])                          | Si       | Si        | No       |
| 2010 | Flipped                                                                          | Si       | Si        | Si       |
| 2012 | The Magic of Belle Isle                                                          | Si       | Si        | No       |
| 2014 | And So It Goes (Así nos va [Esp])                                                | Si       | Si        | No       |
| 2015 | Being Charlie                                                                    | Si       | Si        | No       |
| 2016 | LBJ (A la sombra de Kennedy / LBJ: la esperanza de una nación [Esp])             | Si       | Si        | No       |
| 2017 | Shock and Awe                                                                    | Si       | Si        | No       |

#### Actor
| Año  | Título                                                                                                   | Personaje             | Notas         |
| ---- | --- | --------------------- | ------------- |
| 1967 | Enter Laughing                                                                                           | Clark Baxter          |               |
| 1969 | Halls of Anger                                                                                           | Leaky Couloris        |               |
| 1970 | Where's Poppa?                                                                                           | Roger                 |               |
| 1971 | Summertree                                                                                               | Don                   |               |
| 1977 | Fire Sale                                                                                                | Russel Fikus          |               |
| 1979 | The Jerk                                                                                                 | Conductor de camión   | No acreditado |
| 1984 | This Is Spinal Tap                                                                                       | Marty DiBergi         |               |
| 1987 | Throw Momma from the Train                                                                               | Joel                  |               |
| 1990 | Postcards from the Edge                                                                                  | Joe Pierce            |               |
| 1990 | Misery                                                                                                   | Piloto de helicóptero | No acreditado |
| 1993 | Sleepless in Seattle (Algo para recordar / Sintonía de amor [Esp])                                       | Jay Mathews           |               |
| 1994 | Bullets over Boradway                                                                                    | Sheldon Flender       |               |
| 1994 | Mixed Nuts                                                                                               | Dr. Klinsky           |               |
| 1995 | For Better or Worse                                                                                      | Dr. Plosner           |               |
| 1995 | Bye Bye Love                                                                                             | Dr. David Townsend    |               |
| 1996 | The First Wives Club                                                                                     | Dr. Morris Packman    |               |
| 1998 | Primary Colors                                                                                           | Izzy Rosenblatt       |               |
| 1999 | EDtv | Sr. Whitaker          |               |
| 1999 | The Muse                                                                                                 | Rob Reiner            |               |
| 1999 | The Story of Us (Historia de lo nuestro / Nuestro amor [Esp])                                            | Stan                  |               |
| 2001 | The Majestic                                                                                             | Ejecutivo de estudio  | Voz           |
| 2003 | Alex & Emma                                                                                              | Wirschafter           | Cameo         |
| 2003 | Dickie Roberts: Former Child Star (Dickie Roberts: Ex niño prodigio / Dickie Roberts: El ex actor [Esp]) |                       | Cameo         |
| 2006 | Everyone's Hero                                                                                          | Screwie               | Voz           |
| 2013 | The Wolf of Wall Street (El lobo de Wall Street [Esp])                                                   | Max Belfort           |               |
| 2014 | And So It Goes (Así nos va [Esp])                                                                        | Artie                 |               |
| 2017 | Sandy Wexler                                                                                             | Marty Markowitz       |               |
| 2017 | Shock and Awe                                                                                            | John Walcott          |               |

### Televisión
| Año       | Título                 | Director | Escritor | Notas                           |
| --------- | ---------------------- | -------- | -------- | ------------------------------- |
| 1967      | The Smothers Brothers  | No       | Si       | 20 Episodios                    |
| 1971      | The Partridge Family   | No       | Si       | 1 Episodio                      |
| 1971–1972 | All in the Family      | No       | Si       | 4 Episodios                     |
| 1972      | The Super              | No       | Si       | 12 Episodios. También cocreador |
| 1974      | Happy Days             | No       | Si       | Episodio: "All the Way"         |
| 1978      | More Than Friends      | No       | Si       | Película de televisión          |
| 1981      | Likely Stories: Vol. 1 | Si       | Si       |                                 |
| 1982      | Million Dollar Infield | No       | Si       |                                 |

#### Actor
| Año       | Título                                                                                        | Personaje                  | Notas                                      |
| --------- | --------------------------------------------------------------------------------------------- | -------------------------- | ------------------------------------------ |
| 1966–1967 | That Girl                                                                                     | Chuck / Barbero / Carl     | 3 Episodios                                |
| 1967      | Batman                                                                                        | Delivery Boy               | Episodio: "The Penguin Declines"           |
| 1967      | The Andy Griffith Show                                                                        | Joe, aprendiz del impresor | Episodio: "Goober's Contest"               |
| 1967      | The Mothers-In-Law                                                                            | Joe Turner                 | Episodio: "The Career Girls"               |
| 1967–1969 | Gomer Pyle, U.S.M.C.                                                                          | Varios                     | 3 Episodios                                |
| 1969      | The Beverly Hillbillies                                                                       | Mitch                      | 2 Episodios                                |
| 1970      | Room 222                                                                                      | Tony                       | Episodio: "Funny Money"                    |
| 1971      | The Partridge Family                                                                          | Snake                      | Episodio: "A Man Called Snake"             |
| 1971–1978 | All in the Family (Todo en familia / Mi familia [Esp])                                        | Michael "Meathead" Stivic  | Regular de Serie. 182 Episodios            |
| 1974      | The Odd Couple                                                                                | Sheldn, novio de Myrna     | Episodio: "The Rain in Spain"              |
| 1975      | Saturday Night Live                                                                           | Anfitrión / Varios         | Episodio: "Rob Reiner"                     |
| 1976      | The Rockford Files                                                                            | Larry 'King' Sturtevant    | Episodio: "The No-Cut Contract"            |
| 1978      | Free Country                                                                                  | Joseph Bresner             | 5 Episodios                                |
| 1978      | More Than Friends                                                                             | Alan Corkus                | Película de televisión                     |
| 1979      | Archie Bunker's Place                                                                         | Michael Stivic             | 2 Episodios                                |
| 1982      | Million Dollar Infield                                                                        | Monte Miller               | Película de televisión                     |
| 1987–1990 | It's Garry Shandling's Show                                                                   | Él mismo                   | 4 Episodios                                |
| 1991      | Morton & Hayes                                                                                | Narrador                   | 6 Episodios                                |
| 1994      | The Larry Sanders Show                                                                        | Él mismo                   | Cameo. Episodio: "Doubt of the Benefit"    |
| 2001      | Curb Your Enthusiasm                                                                          | Él mismo                   | Episodio: "The Thong"                      |
| 2006      | Studio 60 On The Sunset Strip                                                                 | Él mismo                   | 2 Episodios                                |
| 2006      | The Simpsons                                                                                  | Él mismo                   | Voz. Episodio: "Million-Dollar Abie"       |
| 2009      | Hannah Montana                                                                                | Él mismo                   | Cameo. Episodio: "You Gotta Lose This Job" |
| 2009      | Wizards of Waverly Place (Los magos de Waverly Place / Los hechiceros de Waverly Place [Esp]) | Él mismo                   | Cameo. Episodio: "Future Harper"           |
| 2010      | 30 Rock                                                                                       | Rep. Rob Reiner            | Cameo. Episodio: "Let's Stay Together"     |
| 2010–2017 | Real Time with Bill Maher                                                                     | Invitado                   | 7 Episodios                                |
| 2012–2018 | New Girl                                                                                      | Bob Day                    | 10 Episodios                               |
| 2013      | Mel Brooks: Make a Noise                                                                      | Él mismo                   | Documental de American Masters             |
| 2014      | The Case Against 8                                                                            | Él mismo                   | Documental de HBO                          |
| 2015      | Happyish                                                                                      | Él mismo                   | 2 Episodios                                |
| 2015      | The Comedians                                                                                 | Él mismo                   | Episodio: "Misdirection"                   |
| 2016      | Norman Lear: Just Another Version of You                                                      | Él mismo                   | Documental de American Masters             |
| 2017      | When We Rise                                                                                  | Dr. David Blankenhorn      | 2 Episodios                                |
| 2017      | The History of Comedy                                                                         | Él mismo                   | Documental de CNN                          |
| 2018      | The Good Fight                                                                                | Juez Josh Brickner         | Episodio: "Day 422"                        |
| 2018      | André the Giant                                                                               | Él mismo                   | Documental de HBO                          |
| 2019      | The Big Interview                                                                             | Él mismo                   | Episodio: "Carl and Rob Reiner"            |
| 2020      | Hollywood                                                                                     | Ace Amberg                 | 4 Episodios                                |
| 2020      | Home Movie: The Princess Bride                                                                | Abuelo                     | Serie por venir                            |

## Premios y reconocimientos
Premios Óscar
| Año  | Categoría      | Trabajo nominado       | Resultado |
| ---- | -------------- | ---------------------- | --------- |
| 1993 | Mejor película | Algunos hombres buenos | Nominado  |

### Cine
| Año  | Otorga                                    | Premio                             | Trabajo                 | Resultado |
| ---- | ----------------------------------------- | ---------------------------------- | ----------------------- | --------- |
| 1986 | Independent Spirit Awards                 | Mejor Director                     | Stand By Me             | Nominado  |
| 1986 | Golden Globe Awards                       | Mejor Director                     | Stand By Me             | Nominado  |
| 1986 | Directors Guild of America                | Destacada dirección - Largometraje | Stand By Me             | Nominado  |
| 1987 | Toronto International Film Festival       | People's Choice Awards             | The Princess Bride      | Ganó      |
| 1988 | Hugo Awards                               | Mejor presentación dramática       | The Princess Bride      | Ganó      |
| 1989 | Golden Globe Awards                       | Mejor Director                     | When Harry Met Sally... | Nominado  |
| 1989 | British Academy Film Awards               | Mejor película                     | When Harry Met Sally... | Nominado  |
| 1989 | Directors Guild of America                | Destacada dirección - Largometraje | When Harry Met Sally... | Nominado  |
| 1990 | David di Donatello                        | Mejor director extranjero          | When Harry Met Sally... | Nominado  |
| 1992 | Golden Globe Award                        | Mejor Director                     | A Few Good Men          | Nominado  |
| 1992 | Directors Guild of America                | Destacada dirección - Largometraje | A Few Good Men          | Nominado  |
| 1992 | Producers Guild of America                | Destacado productor - Largometraje | A Few Good Men          | Nominado  |
| 1995 | Golden Raspberry Awards                   | Peor Película                      | North                   | Nominado  |
| 1995 | Golden Raspberry Awards                   | Peor Director                      | North                   | Nominado  |
| 1995 | Golden Globe Awards                       | Mejor Director                     | The American President  | Nominado  |
| 1996 | National Board of Review                  | Mejor reparto                      | The First Wives Club    | Ganó      |
| 2001 | Santa Barbara International Film Festival | Premio de logro de vida            | N/A                     | Ganó      |
| 2010 | American Cinema Editors                   | Golden Eddie                       | Filmmaker of the Year   | Ganó      |
| 2014 | Seattle Film Critics Society              | Mejor reparto de conjunto          | The Wolf of Wall Street | Nominado  |

### Televisión
| Año  | Otorga               | Premio                                        | Trabajo           | Resultado |
| ---- | -------------------- | --------------------------------------------- | ----------------- | --------- |
| 1972 | Primetime Emmy Award | Destacado Actor de soporte - Serie de Comedia | All in the Family | Nominado  |
| 1972 | Golden Globe Awards  | Actor de soporte - Televisión                 | All in the Family | Nominado  |
| 1973 | Primetime Emmy Award | Destacado Actor de soporte - Serie de Comedia | All in the Family | Nominado  |
| 1973 | Golden Globe Awards  | Actor de soporte - Televisión                 | All in the Family | Nominado  |
| 1974 | Primetime Emmy Award | Destacado Actor de soporte - Serie de Comedia | All in the Family | Ganó      |
| 1974 | Golden Globe Awards  | Actor de soporte - Televisión                 | All in the Family | Nominado  |
| 1975 | Primetime Emmy Award | Destacado Actor de soporte - Serie de Comedia | All in the Family | Nominado  |
| 1975 | Golden Globe Awards  | Actor de soporte - Televisión                 | All in the Family | Nominado  |
| 1976 | Golden Globe Awards  | Actor de soporte - Televisión                 | All in the Family | Nominado  |
| 1978 | Primetime Emmy Award | Destacado Actor de soporte - Serie de Comedia | All in the Family | Ganó      |